# 長者ヶ原廃寺跡

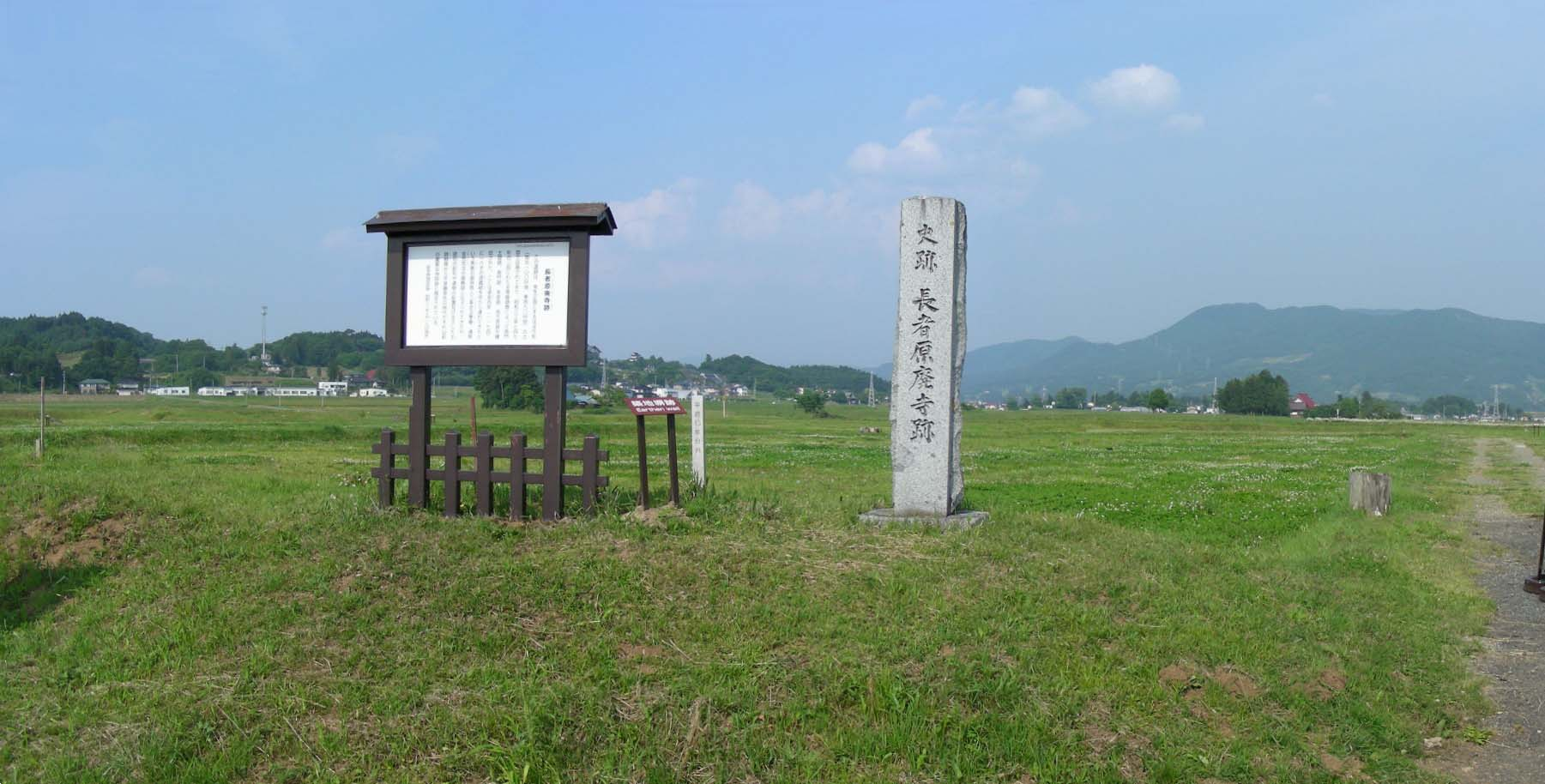
長者ヶ原廃寺跡

長者ヶ原廃寺跡（ちょうじゃがはらはいじあと）は、岩手県奥州市衣川にある平安時代の寺院跡。

## 概要
中尊寺から北に約1キロの距離に位置し、藤原秀衡の御用商人金売吉次の屋敷跡と伝承されてきたが、昭和33年の発掘調査の結果、一辺約100mの築地塀、本堂跡、西建物跡、南門跡が確認され、高級な寺院様式の壮大な建造物群跡であることが確認された。
当時の築地塀は格式の高い寺院や役所しか造ることは許されず、造営するのに多くの労働力が必要とされたことや、出土した土師器の墨書や年代などから、奥州藤原氏の祖先の一流をなす安倍氏が建立したものと推定された。講堂や僧坊などは見つかっていないことから僧を育成したり修行したりする寺ではなく、仏教儀礼（法会）に特化した寺だったとされる。
建物は残っていないが、発掘調査で焼けた土が多く見つかり、礎石に熱を受けた跡があることから、前九年の役で安部氏が源頼義・義家父子に滅ぼされたと同時に焼失したと推定されている。
文治5年（1189）9月27日、奥州藤原氏を滅ぼした源頼朝が鎌倉に帰る前、時間を割いて衣河の安部氏ゆかりの地を見学した様子が、『吾妻鏡』に記録されており、「土塀の中には何も残っていない。秋草が生い茂っているばかりで、どこに礎石があるのかも分からない」とあり、頼朝の探し求めていたのが、この長者ヶ原廃寺跡だったとされている。
長者ヶ原廃寺跡の礎石は束稲山で採石されたことが調査で確認されている。
平成17年7月に前沢に所在する白鳥舘遺跡とともに国の史跡「柳之御所・平泉遺跡群」に追加指定された。

## 長者ヶ原廃寺跡と浄土思想
伽藍配置などからも奥州藤原氏の祖先の安倍氏が建立されたと考えられている。
技法は、本堂跡と南門跡は中心軸でそろえられており、その延長線上に中尊寺の丘陵の最も標高が高い部分に到達している。本堂と南門に標高差が1mあり、南門が視界をさえぎらない工夫がされている。東側には視界を遮ることなく束稲山を望むような設計である。
安倍氏滅亡後は奥州藤原氏の祖先崇拝、あるいは浄土思想の対象として長者ヶ原廃寺跡が生きていた遺跡と考えられている。

## 世界遺産登録に向けた取り組み
2001年に世界遺産登録の前提となる暫定リストに「平泉-浄土思想を基調とする文化的景観」の一部として記載された。2008年の第32回世界遺産委員会の審議では、登録延期が決定した。
登録は結局見送られたものの、文化庁・岩手県では、ユネスコへの再度の申請を目指し、2011年5月に国際記念物遺跡会議が、世界遺産への登録を勧告したため、同年6月に「平泉―仏国土（浄土）を表す建築・庭園及び考古学的遺跡群―」として世界遺産に登録された。
2012年、白鳥舘遺跡（奥州市）、柳之御所遺跡、達谷窟（平泉町）、骨寺村荘園遺跡（一関市）と共に再び暫定リストに記載された。

## 所在地
- 岩手県奥州市衣川田中西

## アクセス
- 東北自動車道平泉前沢インターチェンジから車で約5分
- JR東北本線平泉駅から車で約10分